# José Librado González Castro
José Librado González Castro es un político mexicano, miembro del Partido del Trabajo. Senador para el periodo en la LXI Legislatura del Congreso de la Unión de México, fue dirigente estatal en Baja California del PT y antiguo regidor del ayuntamiento de La Paz. Entró como sustituto del senador  Alejandro González Yáñez, que anteriormente había solicitado licencia. Sufrría de una esclerosis múltiple, pero tomó protesta del cargo evitando que la bancada del PT se disolviera al no contar con los cinco senadores que por ley deben tener para la existencia de la bancada parlamentaria. Falleció en La Paz, Baja California, a causa de esa enfermedad neurológica degenerativa el día 1 de noviembre de 2010.